# فرقة لوفتفافه الميدانية الرابعة
فرقة لوفتفافه الميدانية الرابعة (بالألمانية: 4.Luftwaffen-Feld-Division)‏ Luftwaffen-Feld-Division ) كانت فرقة مشاة للوفتفافه التابعة الفيرماخت التي قاتلت في الحرب العالمية الثانية. تم تشكيلها باستخدام الطاقم الأرضي الفائض من لوفتفافه وخدم على الجبهة الشرقية من أواخر عام 1942 إلى يونيو 1944 عندما تم تدميره أثناء عملية باغراتيون.

## القادة
- أوبرست راينر ستاهل (سبتمبر - نوفمبر 1942) ؛
- أوبرست فيلهلم فولك (نوفمبر 1942 - أبريل 1943) ؛
- أوبرست هانز-جورج شريدر (أبريل-نوفمبر 1943) ؛
- جينيرال لوتنانت هانز سوربري (نوفمبر 1943) ؛
- جينيرال لوتنانت إرنست كليب (نوفمبر 1943 - يناير 1944) ؛
- جينيرال لوتنانت Robert Pistorius † (يناير 1944 - يونيو 1944).